# Bjurakanobservatoriet

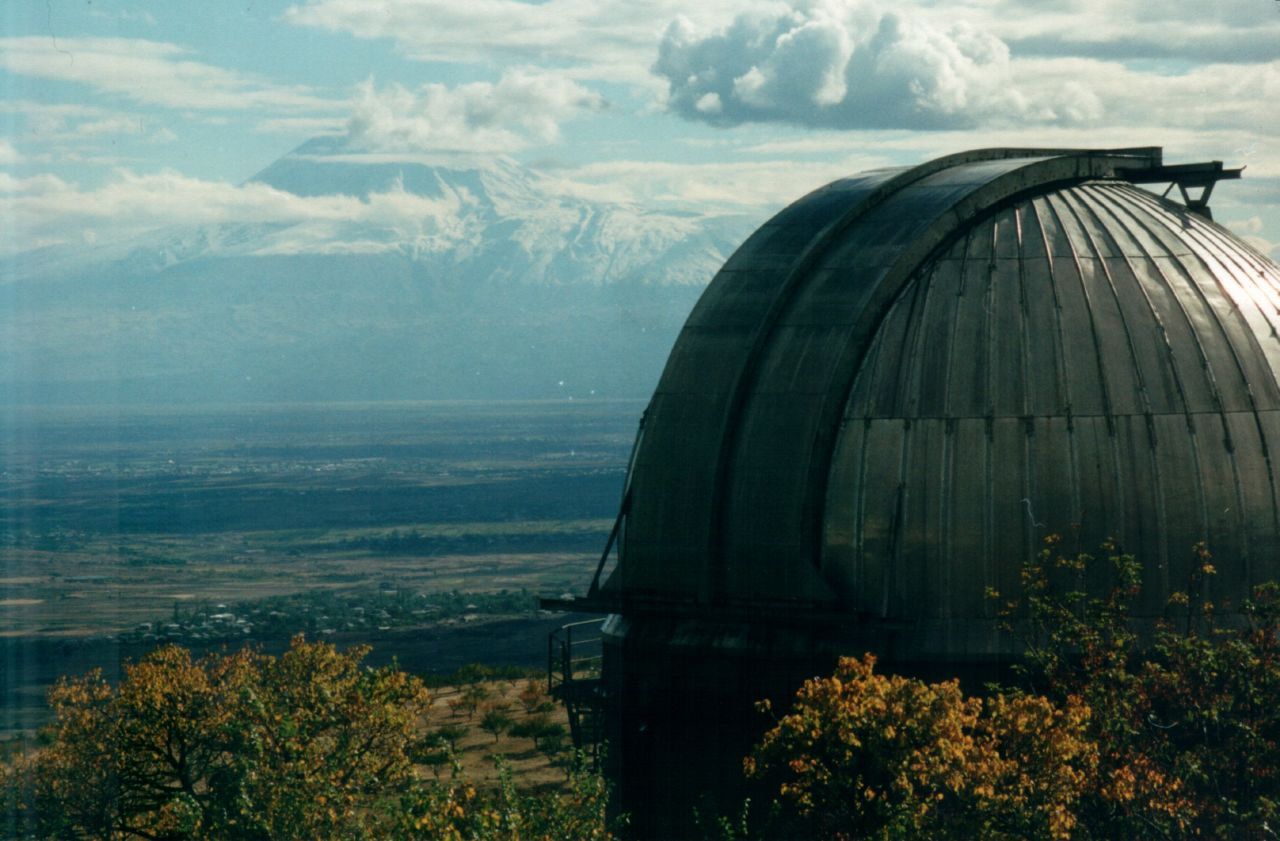
Observatoriet i november 2008.

Bjurakanobservatoriet, förkortat BAO, armeniska Բյուրականի Աստղադիտարանը, är ett astrofysiskt observatorium som ligger på berget Aragats i Armenien, ungefär trettio kilometer nordväst om Jerevan. Det byggdes 1946, när Armenien var en del av Sovjetuninen, under ledning av astromomen Viktor Hambartsumjan. Forskarna på observatoriet specialiserade sig tidigt på att klassificera in galaxer och de gav klasserna namn efter de astronomer som forskade på observatoriet. En av dessa var Beniamin Margarjan som undersökte galaxer som lyste kraftigt i det ultravioletta området och sådana galaxer kallas Markariangalaxer.

## Bildgalleri

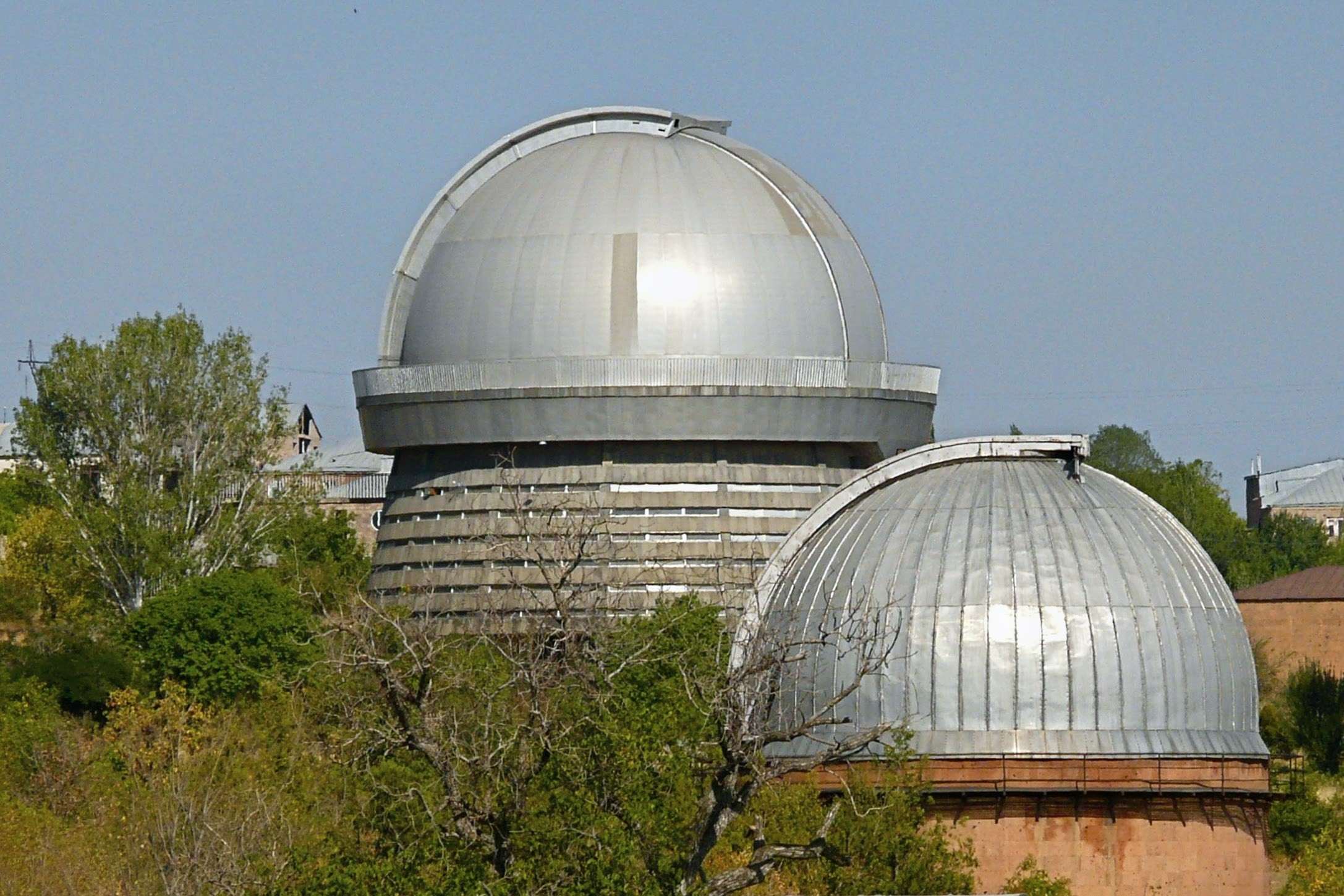
Teleskop på Bjurakanobservatoriet